# Throw Sum Mo
Throw Sum Mo è un singolo del duo hip hop statunitense Rae Sremmurd, pubblicato nel 2014 ed estratto dall'album SremmLife.

## Il disco
La canzone, prodotta da Mike Will Made It e Soundz, vede la collaborazione di Nicki Minaj con Young Thug.

## Tracce
- Download digitale

1. Throw Sum Mo – 4:20

## Classifiche
| Classifica (2015) | Posizione raggiunta |
| ----------------- | ------------------- |
| Stati Uniti       | 30                  |